# Golden Lion Stadium
Golden Lion Stadium – stadion w Pine Bluff, w stanie Arkansas, w Stanach Zjednoczonych. Obiekt został otwarty w 2000 roku. Arena może pomieścić 16 000 widzów. Właścicielem obiektu jest University of Arkansas at Pine Bluff. Swoje spotkania na stadionie rozgrywają zawodnicy futbolu akademickiego z drużyny Arkansas–Pine Bluff Golden Lions grającej w Southwestern Athletic Conference rozgrywek NCAA Division I Football Championship.